# Wiedemann (Unternehmen)
Die Wiedemann GmbH & Co. KG ist eine deutsche Unternehmensgruppe für den Großhandel mit Gebäudetechnik.

## Struktur und Tätigkeitsfelder
Wiedemann ist Fachlieferant und Spezialist für die Gebäudetechnik. Zur Firmengruppe gehören: Wiedemann Burg, Walter Wesemeyer, Peter Hellmich, Wiedemann Gebäudetechnik und die LSH mit über 84 Standorten. Die Unternehmensgruppe Wiedemann beschäftigt insgesamt 1.200 Mitarbeiter. Damit ist die Wiedemann GmbH & Co. KG der Arbeitgeber mit den meisten Arbeitnehmern in Sarstedt.

## Geschichte
Im Jahr 1945 wurde die Einzelfirma Hermann Wiedemann, Rethen als Zulieferer für die regionale Zuckerindustrie durch Hermann Wiedemann gegründet. Mit Karl-Heinz Wiedemann als Alleininhaber und Geschäftsführer übernahm im Jahr 1966 die zweite Generation die Leitung des Unternehmens. Im Jahr 1981 trat Barbara Wiedemann, Tochter von Karl-Heinz Wiedemann, in das Unternehmen ein. Im Jahr 1983 erfolgte eine Umwandlung in die Wiedemann KG, Sarstedt. Barbara Wiedemann übernahm die alleinige Geschäftsführung der Wiedemann KG, Sarstedt sowie der Beteiligungsgesellschaften. Zu diesem Zeitpunkt bestand die Wiedemann KG aus dem Hauptsitz in Sarstedt und drei Niederlassungen in Braunschweig, Göttingen und Soltau. Im Jahr 1986 erfolgte die Gründung der LSH Leistungsgemeinschaft Sanitär-Heizung GmbH mit Sitz in Hannover. Die LSH war die erste vertikale Kooperation zur Optimierung der Zusammenarbeit von Fachhandwerk, Fachhandel und Industrie im Bereich Sanitär-Heizung in Deutschland. Im Jahr 1990 wurde Wiedemann Industrie und Haustechnik GmbH, Burg gegründet. Im Jahr 1992 erfolgte die Gründung der Wiedemann Polska Sp. z o.o., Warschau. Im Jahr 1997 kam es zu einer Übernahme der Mehrheit der GFR-Gesellschaft für Regelungstechnik und Energieeinsparung m.b.H., Verl. Im Jahr 2001 erfolgte die Umwandlung der Wiedemann KG in die Wiedemann GmbH & Co.KG, Sarstedt sowie eine Verschmelzung der Wiedemann GmbH & Co.KG, Osnabrück einschließlich der NL Bielefeld mit der Wiedemann GmbH & Co.KG, Sarstedt. Im Jahr 2003 fand die Übernahme der Walter Wesemeyer GmbH, Siek einschließlich der angeschlossenen Niederlassungen in Hamburg und Mecklenburg-Vorpommern statt. Im Jahr 2007 erfolgte ein Beginn der Kooperation mit Wilhelm Koch GmbH, Osnabrück. Im Jahr 2008 fand eine Expansion durch Eröffnung neuer Standorte in den einzelnen Vertriebsgebieten der Wiedemann-Unternehmensgruppe statt. Im Jahr 2009/10 erfolgte eine SAP-Einführung in den Wiedemann-Häusern einschließlich Walter Wesemeyer. Im Jahr 2011 wurde Wiedemann Elektro GmbH & Co.KG, Sarstedt gegründet. Seit 2018 gehört die Peter Helmich zur Wiedemann-Gruppe. Im Juli 2019 hat die Wiedemann-Gruppe die Tochtergesellschaft GFR-Gesellschaft für Regelungstechnik und Energieeinsparung mbH (Verl) an die Bosch Building Technologies verkauft.
Im Rahmen der Feierlichkeiten zum 77-jährigen Bestehens am Hauptsitz Sarstedt übergab Barbara Wiedemann symbolisch den Staffelstab an ihre Tochter Louisa Dangela, die nach und nach die Führung der Geschäfte übernehmen soll. Die Tochter der Firmenchefin verantwortet seit Mai 2022 als Gesellschafterin und Geschäftsführerin zusammen mit Thomas Heiser die Geschäfte der Wiedemann Technik und Beratungsgesellschaft mbH (WTB).